# Джон Фогърти
Джон Камерън Фогърти (на английски: John Cameron Fogerty) е американски музикант, автор на песни и китарист, който още в самото начало на кариерата си става фронтмен и първи китарист на групата Крийдънс Клиъруотър Ривайвъл (Си Си Ар), а по-късно работата му като солов изпълнител е оценявана като успешна. Фогърти е поставен под номер 40 в класацията на Ролинг Стоун „100 най-велики китаристи“, както и в списъка на „100 най-велики певци“ (номер 72).